# Mauro Pedrazzini

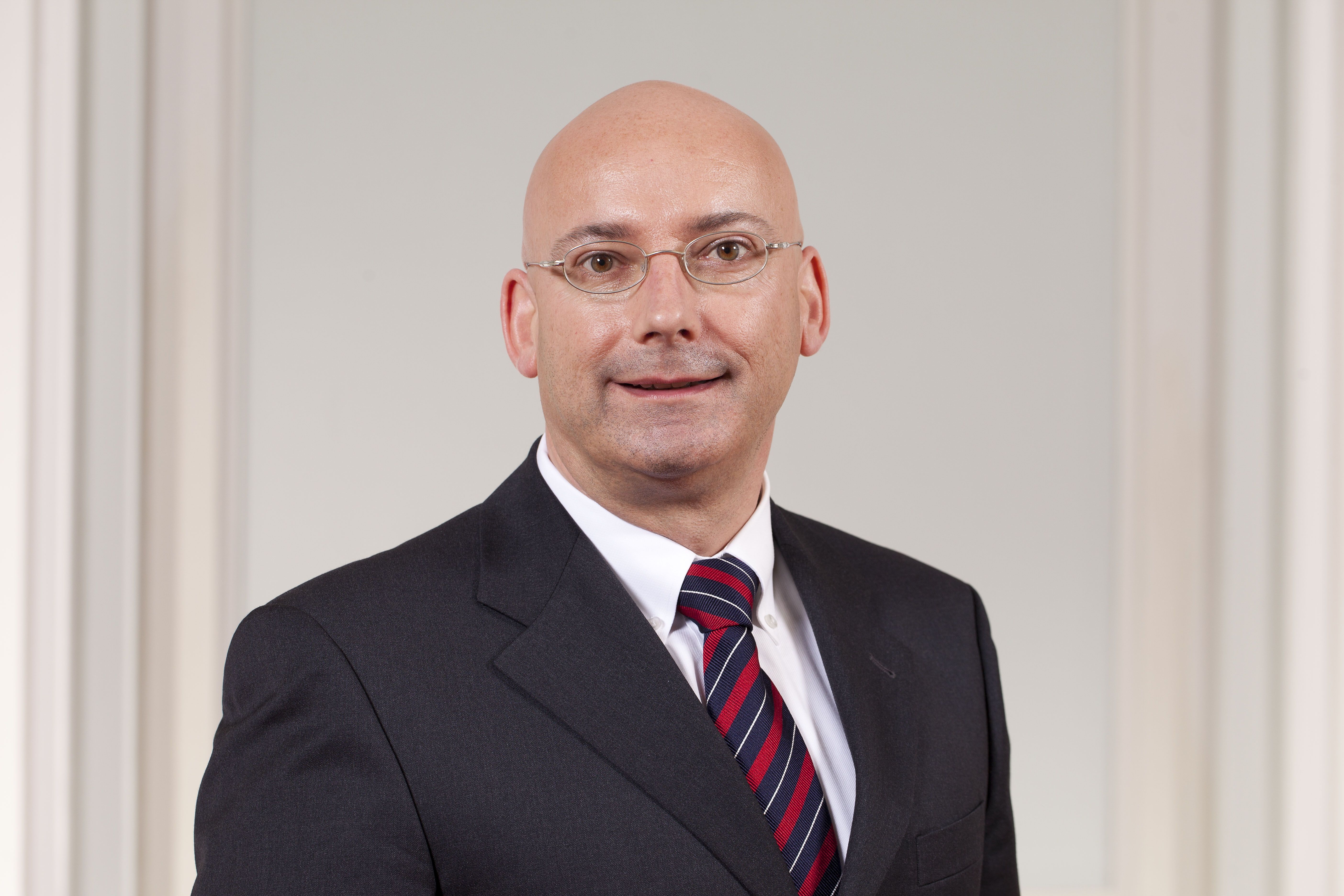
Mauro Pedrazzini (2013)

Mauro Pedrazzini (* 15. Juni 1965 in Eschen) ist ein liechtensteinischer Politiker (FBP). Er war von 27. März 2013 bis 25. März 2021 als für das Ministerium für Gesellschaft zuständiger Regierungsrat Teil der Regierung des Fürstentums Liechtenstein.
Pedrazzini ist promovierter Doktor der Physik und wohnt in Eschen.

## Biografie
Mauro Pedrazzini maturierte im Jahr 1985 am Liechtensteinischen Gymnasium in Vaduz. Anschliessend studierte er Physik, Chemie und Astronomie an der Universität Bern, wo er von 1990 bis 1991 auch als Forschungsassistent am Laboratorium für Hochenergiephysik tätig war. Den Doktortitel erlangte er im Jahr 1996 am Forschungszentrum für Plasmaphysik der ETH Lausanne. Von 1992 bis 2001 hatte er darüber hinaus auch mehrere Positionen bei der Balzers AG inne, darunter die eines Projektleiters, des Leiters des Engineerings und der Abteilung Forschung und Entwicklung. Zeitgleich absolvierte Pedrazzini von 1997 bis 1999 ein berufsbegleitendes Wirtschaftsstudium an der Universität St. Gallen.
Seit 2001 bis zum Regierungseintritt im Jahr 2013 war Pedrazzini Finanzanalyst und Fondsmanager bei der Liechtensteinischen Landesbank; ab 2003 war er bei deren 100-prozentigen Tochtergesellschaft LLB Asset Management AG beschäftigt und dort ab 2006 Leiter des Aktienmanagements.
In der Legislaturperiode von 2005 bis 2009 war er Stellvertreter des Regierungschefs Otmar Hasler, von 2009 bis 2013 fungierte er als Stellvertreter des Regierungschefstellvertreters Martin Meyer. Nach der Landtagswahl in Liechtenstein 2013 wurde Pedrazzini als Regierungsrat vom liechtensteinischen Landtag vorgeschlagen und Regenten Erbprinz Alois ernannt. Als solcher führte er das 2013 neu gegründete Ministerium für Gesellschaft, welches die Ressorts Soziales, Gesundheit sowie Familie und Chancengleichheit beinhaltete.
Der nach der Landtagswahl vom 5. Februar 2017 neu zusammengesetzte Landtag wählte Mauro Pedrazzini in seiner Eröffnungssitzung vom 30. März 2017 erneut zum Regierungsrat. Er stand wiederum dem Ministerium für Gesellschaft vor. Dieses zeichnete für die Gesellschafts- und Sozialpolitik Liechtensteins, das heisst insbesondere für die Sozialhilfe, die Sozialversicherung (AHV- und KVG) sowie für die Themen Gesundheit, Familie und Chancengleichheit, zuständig.
Am 2. Dezember 2019 kündigte Pedrazzini an, dass er bei der Landtagswahl 2021 nicht mehr als Regierungsrat kandidieren werde.
Ab dem 11. Februar 2020 leitete Pedrazzini als Regierungsrat den Stab „neues Coronavirus 2019‐nCoV“ im Zuge der COVID-19-Pandemie in Liechtenstein, der die Entwicklungen rund um das neue Coronavirus beobachtet und notwendige Massnahmen für Liechtenstein koordiniert.